# ラ・ロンド
『ラ・ロンド』は宝塚歌劇団の作品。

## 宝塚大劇場公演　グランド・レビュー『ラ・ロンド』-恋人たちの円舞曲- 20場
- 作・演出：横澤秀雄[1]

### 花組
参考文献は60年史別冊。
1972年1月29日 - 2月24日。
併演は『哀愁のナイル』。

#### スタッフ
- 作曲：高井良純
- 編曲：高井良純・山屋清
- 音楽指揮：溝口堯
- 振付：岡正躬・喜多弘・司このみ・浦辺日佐夫・内田喜隆
- 衣装：静間潮太郎
- 照明：今井直次
- 小道具：万波一重
- 効果：坂上勲
- 音響監督：松永浩志
- 映画製作：宝塚映画製作所
- 演出助手：草野旦・三木章雄
- 制作：大谷真一

#### 主な配役
- トム、ボロ、ポール：甲にしき
- シャルル：薫邦子
- アンリー：水はやみ
- ジジ：有花みゆ紀
- 主任：麻月鞠緒
- ロロ：八汐みちる
- 踊る淑女：亜矢ゆたか・近衛杏・竹生沙由里
- 歌う淑女：笹潤子・諏訪みどり・銀あけみ

### 月組
参考文献は60年史別冊。
1972年2月26日 - 3月23日。
併演は『さらばマドレーヌ』。
続演。

#### 主なスタッフ
- 制作：平松悟

#### 主な配役
- トム、ボロ、ポール：古城都
- 森の空気：初風諄
- 森のしずく：大滝子
- ガソリン：麻生薫
- オイル：常花代
- ウォーター：麗美花
- ジジ：小松美保
- 主任：叶八千矛
- エトワール：笹潤子

## 公演地は尾道、光、山口、長崎、伊万里、佐賀、宮崎、佐伯、大分、松江、米子
月組公演。
1972年10月7日 - 11月4日。
主なスタッフは横澤英雄。
併演は『牛飼い童子』。
参考文献は90年史。

## 公演地は広島、下関、八代、指宿、那覇
月組公演。
1973年1月15日 - 1月26日。
主なスタッフは横澤英雄。
併演は『牛飼い童子』。
参考文献は90年史。

## 名古屋・中日劇場公演
月組公演。
1973年3月31日 - 4月9日。
主なスタッフは横澤英雄。
併演は『おーい春風さん』。
参考文献は90年史。